# ウォール・ストリート・ジャーナル
ウォール・ストリート・ジャーナル（英語: The Wall Street Journal）は日刊経済新聞。ニューズ・コープの子会社たるダウ・ジョーンズ社が発行。アメリカ版・ヨーロッパ版（英語）および日本語版や中国語版のオンライン版が発行されている。

## 概要

### 世界最大の経済新聞
1889年7月8日の創刊以来発行され続けており、経済新聞としてはアメリカ最大の発行部数を誇り、世界や全米各地の経済活動、金融に関するニュース記事を主に掲載している。新聞の名前は、ニューヨーク市にある経済活動の中心地「ウォール街」（ウォール・ストリート）に由来する。「ジャーナル（Journal）」の通称で呼ばれる。
1940年代までは経済及び金融関連の分析記事基調の記事のみを扱ってきたが、1950年代以降は一般的な経済ニュースも網羅する内容へと変化させ、飛躍的に購読者数を伸ばした。2001年に起きたアメリカ同時多発テロ事件では世界貿易センタービルに隣接する本社が大きな被害を受け、多数の社員が死亡する事態になったが、休刊することなく発行を続けた。
長年にわたりアメリカ合衆国内での発行部数第1位を占めており、近年ではUSAトゥデイ（211万部）に次ぐ第2位（208万部）であった。しかし、昨今の新聞不況によりUSAトゥデイが部数を減らしたため、2009年ウォール・ストリート・ジャーナルが再び首位に返り咲いた。2018年の発行部数は、電子版も含めて247万部であった。また「The Index of Economic Freedom」という年次報告書が、「ウォール・ストリート・ジャーナル」及び遺産財団の手により発刊されている。

### 大きな影響力と高い評価
アメリカのみならず世界を代表する経済紙の一つとされており、国際的に大きな影響力を持つとされる。経済、金融に関するニュースの中でも、証券市場とビジネスの動向についての分析に強いという定評がある。
世界80カ国以上、100都市以上に支局を構え、創立以来、経済史のみならず世界史に名を残すようなスクープ記事を度々載せているが、日本の新聞とは違い記事は全て署名記事であり、さらにニュース・ソースは一般的に信頼度が高いとされており、経済に対する影響力の大きさから、匿名の情報源は原則的に扱わない方針をとっている。創立以来ピューリッツァー賞を30回以上受賞している。

### 記事傾向
社説や特集ページは典型的な保守派、及び共和党寄りの立場をとっていると言われ、経済的には、典型的な市場原理主義・新自由主義志向であると言われているが、創業者による編集不干渉の方針が1世紀以上貫かれており、前記者のアル・ハントは、編集部とは多少なりとも対立的な視点に立った各週コラムを書いていた上に、時にはアーサー・シュレジンガーやクリストファー・ヒッチェンズといった、よりリベラルな書き手の記事が掲載されることもある。

#### 気候変動懐疑論
ニューズ・コープが所有するメディアの例に漏れず、ウォール・ストリート・ジャーナルは気候変動に対して懐疑的な記事を「意見記事」として掲載している。ビョルン・ロンボルグやスティーブン・E・クーニンなどの懐疑論者が書いた記事は、気候科学者により定期的にファクトチェックされている。

### デジタル化
1996年には経済紙としては最も早くデジタル化を果たしており、その後有料化し、デジタル版の有料化に成功した新聞の1つとして評価されている。現在は英語や日本語、
中国語などのオンライン版も発行されている。

### 統廃合
一時は発行されていた韓国語やインドネシア語、ドイツ語のオンライン版は、経費削減を受けて2014年から2015年にかけて次々に廃刊され、それらの国の記者や営業担当などが解雇された。
また日本を含む各国で現地記者などの解雇が進められ、アジア版の発行の中心である香港支局は250人から100人以下に減らされた。またこのような現状に嫌気をさした大量の社員が2016年以降次々と会社を後にした。
さらに2017年には、香港で発行され日本やシンガポール、フィリピンを含むアジア各国で発売されていた印刷版の「アジア版」の発行が廃止され、以降アジアではアメリカ版のみが発売されており、その後も経費削減を目的にした統廃合が進んでいる。

## 日本での発行及び配信
ウォール・ストリート・ジャーナル東京支局が、東京都千代田区のダウ・ジョーンズ日本支社内に置かれている。ウォール・ストリート・ジャーナル日本語版の編集長は西山誠慈である。

### オンライン版（日本語版）
2009年12月15日に、アメリカ版やアジア版の記事を日本語に翻訳した記事と、日本語版独自の記事からなる有料の日本語ウェブサイト『ウォール・ストリート・ジャーナル日本語版』が開設された。2016年現在約20万部の購読者を持つ。
初代編集長には、2003年からウォール・ストリート・ジャーナル日本支局長を務めていた小野由美子が就任した。2014年12月より、ロイターにて金融市場、経済政策、政治、外交などを担当していた西山誠慈が2代目の編集長に就任した。
『ウォール・ストリート・ジャーナル日本語版』の有料購読者は、日本語版と併せてアメリカ版、アジア版、ヨーロッパ各版（英語）、スペイン語版や中国語版のみならず、「Barron's」や「Marketwatch」（英語版）の抜粋版なども追加料金なしで購読することができる。また、別料金で印刷版（アジア版）を定期購読することも可能である。
ウェブ版、印刷版ともにウェブサイトやモバイルサイト、iPad、iPhone、Androidなど各アプリ経由で購読の契約ができ、学生向け割引などもある。また、公式Facebook、Twitter、LINEなどを通じて、無料記事を読むこともできる。

### 印刷版（英語版）
日本では当初、読売新聞と印刷、配達、販売に関して提携していたが、2014年からは毎日新聞に提携先を変更し、香港支局に併設されたアジア太平洋地域本部で発行されるアジア版を販売していた。2016年で約1万5000部の購読者を持っていた。
しかし2017年10月6日以降にアジア版の発行を取りやめることを受けて、これ以降はアメリカ版を販売していたが2021年には日本での発行も取りやめている。

## エピソード
- 総合エネルギー企業のエンロンの破綻を招いた粉飾決算について、2000年9月に最初のスクープ記事を掲載しピューリッツァー賞を受賞した。
- 安倍晋三や麻生太郎など、日本の総理大臣による寄稿も行われている。
- 2014年2月18日、本田悦朗内閣官房参与が「戦時中の話を熱く語るナショナリスト」であり、「日本が力強い経済を必要としているのは、賃金上昇と生活向上のほかに、より強力な軍隊を持って中華人民共和国に対峙できるようにするため」などと語ったとするAndrew Browne記者の記事を掲載[16]。この記事に関して本田から「よくそんな論理を作ったなと。アベノミクスの目的が軍事目的だとは絶対言っていないし、思っていない」と抗議を受けた[17]。また、靖国神社参拝についてコメントしたとされる点については「オフレコのつもりであった」と抗議。一方、ダウジョーンズ側は「記事は正確だと確信している。」と反論し、修正は不要とした[18][19]。また、ダウジョーンズ側が社説として、アベノミクスが「台頭する独断的な中華人民共和国の挑戦に応える」という点を批判しているわけではない[20]。
- 2015年10月13日からの韓国の朴槿恵大統領の訪米に合わせて、15日にベトナム系アメリカ人団体がワシントンで記者会見し、ベトナム戦争当時、数千人のベトナム人女性が韓国軍兵士から性的暴行を受けたとして、朴槿恵大統領に対して韓国政府による謝罪と賠償を求める請願書を提出したと発表し、15日付の『ウォール・ストリート・ジャーナル』に、性的暴行の被害に遭ったベトナム人女性4人の顔写真を掲載して「朴大統領、私たちはレイプされました。謝罪するべき時です」という公式謝罪を要求する意見広告が掲載された[21][22]。
- 2017年4月7日にマー・ア・ラゴにおいて、中華人民共和国の習近平総書記（国家主席）とアメリカのドナルド・トランプ大統領が米中首脳会談を行ったが、その会話の内容をドナルド・トランプ大統領が『ウォール・ストリート・ジャーナル』のインタビューで話し、習近平が「朝鮮半島は中国の一部だった」と発言したことを明らかにし、「習近平主席が中国と朝鮮半島の歴史について話した。数千年の歴史と数多くの戦争について。朝鮮は実は中国の一部だった」「朝鮮は実際に中国の一部だった（Korea actually used to be a part of China）」「習主席から中国と韓国の歴史について聞いた。北朝鮮ではなく朝鮮半島全体の話だった。（中国と韓国には） 数千年の歳月の間、多くの戦争があった」「（習主席の歴史講義を）10分間聞いて（北朝鮮問題が）容易ではないことを悟った」と語った[23][24]。